# 浅井愛
浅井 愛（あさい あい）は、日本のリコーダー奏者。

## 来歴
東京都調布市出身。上野学園高等学校音楽学部器楽科卒業、上野学園大学音楽学部器楽科リコーダー専門卒業、東京藝術大学大学院音楽研究科修了。ロータリークラブ国際親善奨学生としてミラノ市立クラウディオ・アバド音楽院古楽科に留学。最高点・褒賞付きで修了。
リコーダーを島田曉子、田中せい子、山岡重治、濱田芳通、ダニエレ・ブラジェッティ各氏に師事。
初のソロCD「愛のリコーダーIl Flauto dolce e Amoroso」（コジマ録音ALCD-1204）、音楽現代推選盤がある。
上野学園中学、高等学校、同大学音楽学部、玉川大学芸術学部音楽教育学科非常勤講師。
趣味はラグビー観戦、水泳にマラソン。2015年東京・大阪マラソン完走。ウィスキー検定3級取得。